# Serenade (Bridge)
Frank Bridge voltooide zijn Serenade in april 1903. Hij schreef het terwijl hij nog aan het studeren was aan de Royal Academy of Music. De oorspronkelijke versies zijn voor viool of cello en piano. Bridge schreef ook een versie voor orkest. Bridge oefende in deze serenade de techniek van syncopen. Van het werk verscheen ook een arrangement voor altviool en piano.
Tempi: Allegro grazioso – meno mosso – piu animato – meno mosso – tempo I – presto.

## Discografie
- Uitgave Chandos: BBC National Orchestra of Wales o.l.v. Richard Hickox, opname 2004 (orkestversie)
- Uitgave Quintone: Mayke Rademakers, Matthijs Verschoor (cello, piano)
- Uitgave Naxos: Eniko Magyar, Tadahi Imai (altviool, piano)
- Uitgave SOMM: Penelope Lynex, Alexander Wells (cello, piano)
- Uitgave RCA Victor: Britten Sinfonia o.l.v. Nicholas Braithwaite